# アルターレ
アルターレ（イタリア語: Altare）は、イタリア共和国リグーリア州サヴォーナ県にある都市で、その周辺地域を含む人口約2,000人の基礎自治体（コムーネ）。

## 地理
市域(Viale de Caroliの奥)にある「ボッケッタ・ディ・アルターレ」(Bocchetta di Altare)は、アルプス山脈とアペニン山脈の境界である。

### 隣接コムーネ
隣接するコムーネは以下の通り。
- カイロ・モンテノッテ
- カルカレ
- マッラレ
- クイリアーノ
- サヴォーナ

### 地震分類
イタリアの地震リスク階級 (it) では、3 に分類される
。